# Résinifératoxine
La résinifératoxine (RTX) est un analogue naturel de la capsaïcine qui est elle-même un composé naturel. C'est un diterpène daphnane capable d'activer les récepteurs vanilloïdes dans une sous-population de nerfs sensitifs impliqués dans la nociception (transmission de la douleur physiologique),. 
La RTX rend un canal ionique de la membrane plasmique de nerfs sensitifs — le TRPV1 (transient receptor potential vanilloid 1) — perméable aux cations, et plus particulièrement aux cations calcium ; ceci provoque une puissante sensation d'irritation suivie par une désensibilisation et un effet analgésique,.
Des recherches sont menées notamment par les National Institutes of Health, et l'Université de Pennsylvanie pour créer une nouvelle classe d'analgésiques à partir de la résine de l'euphorbe résinifère (Euphorbia resinifera), une plante marocaine cactiforme (c'est-à-dire dont l'apparence est proche de celle du cactus commun) qui contient de hautes concentrations en RTX.

## Synthèse totale
Une synthèse totale de la (+)-résinifératoxine a été proposée par le groupe Wender de l'Université Stanford en 1997, qui est à la date de 2007 la seule synthèse totale complète d'une molécule de la famille des daphnanes.

## Toxicité
La résinifératoxine est toxique et peut provoquer des brûlures chimiques. L'expérimentation sur le rat indique que l'ingestion de 148 mg/kg peut causer de sérieux dommages, notamment à l'estomac, entraînant la mort de la moitié des sujets (LD50) (soit équivalent à 1,67 gramme pour un humain de 70 kg).
Au sommet de l'échelle de Scoville, la résinifératoxine se situe à un taux de 16 milliards, soit environ mille fois plus que la capsaïcine pure.